# Гунух
Гунух (авар. Гьунухъ) — село в Чародинском районе Дагестана. Входит в состав Гочадинского сельсовета.

## География
Село находится на берегу реки Каралазургер (бассейн реки Каракойсу), на расстоянии 14 км к северо-западу от села Цуриб, административного центра района.

## Население
| 1869 | 1888 | 1895 | 1926 | 1939 | 1970 | 1989 |
| ---- | ---- | ---- | ---- | ---- | ---- | ---- |
| 255  | ↗326 | ↗331 | ↘317 | ↗341 | ↘270 | ↘142 |
| 2002 | 2010 | 2021 |      |      |      |      |
| ↘99  | ↘87  | ↗118 |      |      |      |      |

## Известные уроженцы
- Ибрагимов, Магомед Абдулмуминович (род. 1983) — российский и узбекский борец вольного стиля, олимпийский призёр.